# Аскаридія куряча
Аскаридія куряча (Ascaridia galli) — паразитичний круглий черв'як, що належить до типу нематод. Нематоди роду Ascaridia по суті є кишковими паразитами птахів. A. galli є найбільш поширеним і патогенним видом, особливо у домашньої птиці, Gallus domesticus. Викликає аскаридоз, хворобу домашньої птиці. Він мешкає в тонкій кишці, і іноді його можна побачити в комерційних яйцях.

## Опис
Це найбільша нематода серед птахів, довжина самки якої становить від 72 до 112 мм. Тіло напівпрозоре, кремово-біле, циліндричної форми. Передній кінець характеризується видатним ротом, який оточений трьома великими трилопатевими губами. Краї губ мають зубчики. Тіло повністю вкрите товстою білковою структурою, яка називається кутикулою. Кутикула поперечно посмугована по всій довжині тіла, кутикулярні крила розвинені слабо. Два помітних сосочка розташовані на дорсальній губі і по одному на кожній з підчеревних губ. Ці сосочки є органами чуття нематоди. A. galli має виразний статевий диморфізм. Самиці значно довші та міцніші, з отвором вульви в середній частині (приблизно посередині від переднього та заднього кінців) тіла та заднім проходом на задньому кінці тіла. Кінець хвоста у самиць характерно тупий і прямий. Самці відносно коротші та менші (від 50 до 76 мм завдовжки), з чітко загостреним і вигнутим хвостом. Десять пар каудальних сосочків є в напрямку до хвостової частини тіла, і вони розташовані лінійно в чітко визначені групи, такі як преклоачні (три пари), клоачні (одна пара), постклоачні (одна пара) і субтермінальні (три пари) сосочки. Яйця, знайдені в фекаліях інфікованих птахів, мають овальну форму з гладкою шкаралупою і мають розміри 73–92 на 45–57 мікрон.